# Titularbistum Butus

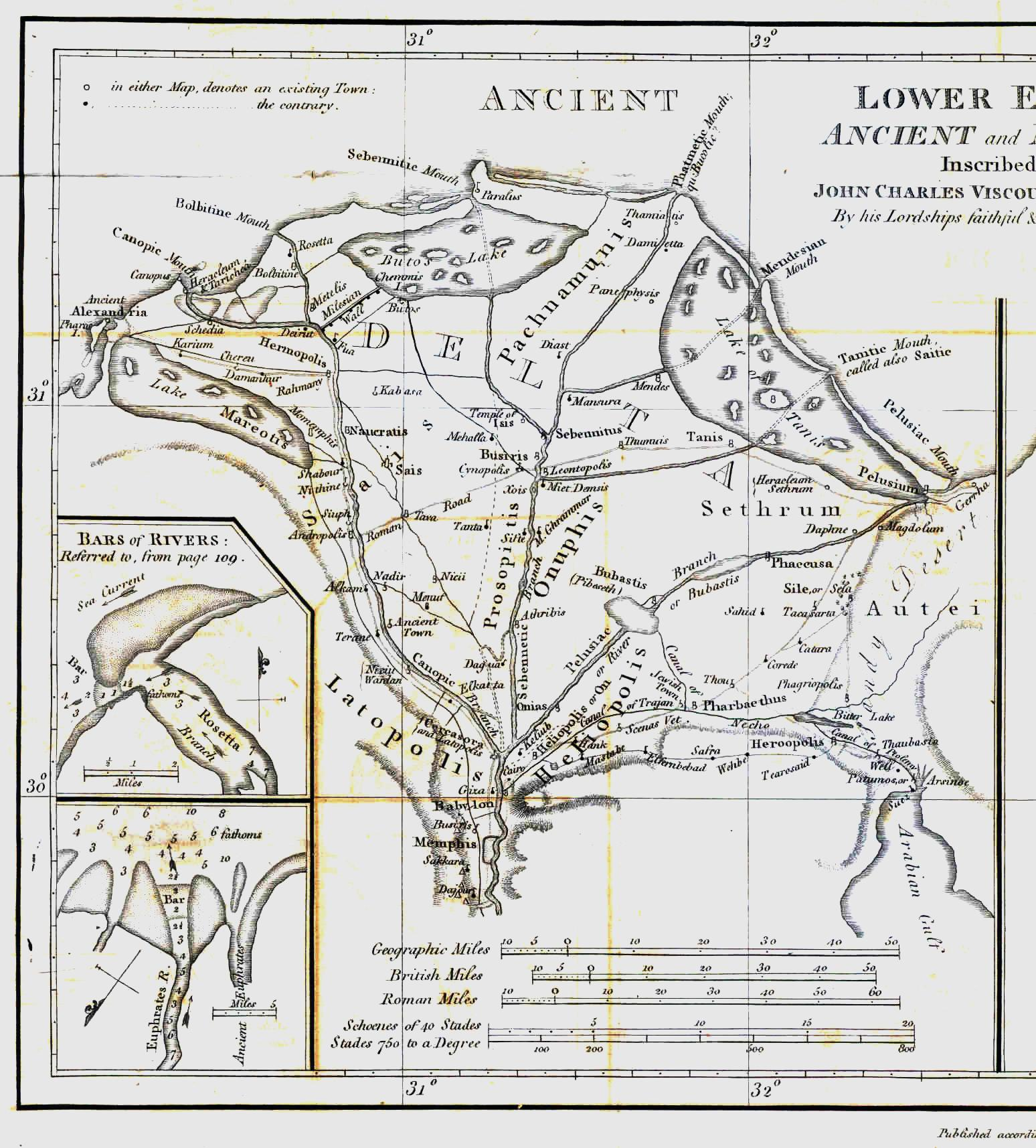
Das Nildelta in römischer Zeit

Das Bistum Butus (italienisch diocesi di Buto, lateinisch Dioecesis Butiensis) ist ein  Titularbistum der römisch-katholischen Kirche. 
Das ehemalige Bistum gehörte zur gleichnamigen antiken Stadt, am Südufer des Butos-See, der sich in der römischen Provinz Aegyptus bzw. Aegyptus Iovia im westlichen Nildelta erstreckte.
Ausgrabungen des Deutschen Archäologischen Instituts Kairo legten bereits Ruinen der römischen Stadtanlage, die sich über noch älteren Ruinen der altägyptischen Stadt Buto ausbreiten, im Rahmen eines Forschungsprojektes frei.
| Titularbischöfe von Butus |                   |                                          |                  |                   |
| Nr.                       | Name              | Amt                                      | von              | bis               |
| 1                         | František Tomášek | Weihbischof in Olmütz (Tschechoslowakei) | 12. Oktober 1949 | 30. Dezember 1977 |